# Rosemberg Pinto
Rosemberg Evangelista Pinto (Itororó, 14 de abril de 1956) é um político brasileiro. Eleito deputado estadual pelo PT em 2010 para o período 2011-2015 e em 2014 para o período 2015-2019, reeleito em 2018 para o período 2019-2023. Atualmente é líder do governo na Assembleia Legislativa da Bahia.